# مانداي (سنغافورة)
مانداي بسنغافورة (بالإنجليزية: Mandai): هي منطقة تخطيط تقع في المنطقة الشمالية من سنغافورة، وهي معروفة بكونها نقطة الوصول إلى مجموعة مانداي للحياة البرية.